# Севеж (гмина)
Севеж (пол. Siewierz) — городско-сельская гмина (волость) в Польше, входит как административная единица в Бендзинский повет, Силезское воеводство. Население 12 238 человек (на 2004 год).

## Демография
| Перепись                       | Всего   | Всего | Женщины | Женщины | Мужчины | Мужчины |
| ------------------------------ | ------- | ----- | ------- | ------- | ------- | ------- |
| Единицы                        | человек | %     | человек | %       | человек | %       |
| Население                      | 12 238  | 100   | 6297    | 51,5    | 5941    | 48,5    |
| Плотность населения (чел./км²) | 105,7   | 105,7 | 54,4    | 54,4    | 51,3    | 51,3    |

## Сельские округа
1. Брудзовице
2. Дзевки
3. Голуховице
4. Лесняки
5. Нова-Вёска
6. Подварпе
7. Тулишув
8. Варенжын
9. Войковице-Косцельне
10. Желиславице

## Соседние гмины
1. Домброва-Гурнича
2. Гмина Козегловы
3. Гмина Лазы
4. Гмина Меженцице
5. Мышкув
6. Гмина Ожаровице
7. Поремба